# Тета Волопаса
Тета Волопаса (θ Волопаса, Theta Boötis, сокращ. Theta Boo, θ Boo) — звезда в северном созвездии Волопаса. Звезда имеет видимую звёздную величину 4.05m, и, согласно шкале Бортля, видна невооружённым глазом даже на городском небе (англ. City sky).
Из измерений параллакса, полученных во время миссии Hipparcos, известно, что звезда удалена примерно на 47,39 св. лет (14,53 пк) от Солнца. Звезда наблюдается севернее 39° ю. ш., то есть севернее Буэнос-Айреса (34° ю. ш.) и Кейптауна (34° ю. ш.), Канберры (35° ю. ш.). Лучшее время наблюдения — апрель.

## Имя звезды
θ Boötis — (латинизированный вариант лат. Theta Boötis) является обозначением Байера. У звезды также имеется обозначение данное Флемстидом — 23 Boötis.
Звезда имеет традиционное название лат. Asellus Primus, Азеллюс Примус (что в переводе с латыни значит «первый ослёнок», поскольку на небе существуют ещё несколько «ослят»: Йота Волопаса — лат. Asellus Secundus, Азеллюс Секундус, то есть «Второй ослик»; Каппа Волопаса — лат. Asellus Tertius, Азеллюс Терциус, то есть «Третий ослик»; Дельта Рака — лат. Asellus Australis, Азеллюс Аустралис, то есть «Южный осллик»; Гамма Рака — лат. Asellus Borealis, Азеллюс Бореалис, то есть «Северный осллик».
Тета Волопаса, наряду с другими звёздами: Йота Волопаса, Каппа Волопаса и Лямбда Волопаса, носит название Aulād al Dhiʼbah (أولاد الضّباع — aulād al dhiʼb), Аулад аль Дхиба от арабского Al Aulād al Dhiʼbah, что означает «щенок гиены».
В китайской астрономии, звезда относится к созвездию «Фиолетовый Запретный корпус» и входит в астеризм 咸池 (霹靂 (Pī Lì), что означает «Небесное копьё» (англ. Celestial Spear), состоящему из ι Волопаса, κ2 Волопаса и θ Волопаса. Следовательно, сама Тета Волопаса известна как 天枪三 (Tiān Qiāng sān, англ. the Third Star of Celestial Spear — «Третья звезда Небесного копья»).

## Свойства звезды
Сама Тета Волопаса, видна как звезда спектрального класса F7V. Однако на самом деле она состоит из пары звёзд A и B, которая разлагается на отдельные звёзды спектрального класса F и M. Сама же Тета Волопаса светит с общей светимостью в 4.433 светимости Солнца. Оба компонента вращаются по орбите с периодом более 25 000 лет на среднем расстоянии 1 064 а.е., то есть на расстоянии, в 26 раз большем на котором в Солнечной системе находится Плутон. Если смотреть из окрестностей компонента A на компонент B, то он будет выглядеть как звезда со светимостью в −5.76m, то есть примерно в 10 раз ярче Венеры и наоборот, если смотреть из окрестностей компонента B на компонент A, то он будет выглядеть как звезда со светимостью в −13.2m, то есть чуть ярче, чем Луна в полнолуние.
Тета Волопаса, предположительно, является переменной звездой (номер 6669 в Общем каталоге переменных звёзд (ГАИШ)). Её видимая звёздная величина колеблется в преледпх от 4.02m до 4.07m, но её тип не установлен. Возможно, звезда является переменной типа Дельты Щита
Звезда лежит на краю рассеянного звёздного скопления NGC 457 (которое также называют «скопление ЕТ» и «скопление Сова»), и даже когда-то считалось его членом. Однако, на самом деле это не так: скопление NGC 457 и Тета Волопаса не связаны друг с другом ни происхождением, ни гравитационно.
Параллактические измерения, показывают что скопление находится на расстоянии 7 900 световых лет, в то время как звезда лежит на расстоянии 47 световых лет, что делает её объектом переднего плана.
Возраст системы Тета Волопаса составляет несколько миллиардов лет — лучшая оценка около 3 млрд. лет, немного моложе, чем наше Солнце (возраст 5 млрд. лет). Как и Солнце, Тета Волопаса излучает рентгеновские лучи, которые указывают на горячую окружающую корону, хотя магнитного поля (которое нагревает солнечную корону) обнаружено не было.

### Компонент A
Компонент A имеет спектральный тип F7V и это означает, что Тета Волопаса A имеет несколько больший радиус (1,73 {\displaystyle R_{\bigodot }}) и светит она гораздо ярче Солнца (4,13 {\displaystyle L_{\bigodot }}). Также это указывает на то, что звезда использует водород в своём ядре в качестве ядерного «топлива», то есть находится на главной последовательности.
Звезда излучает энергию со своей внешней атмосферы при эффективной температуре около 6 265 К, что придаёт ей жёлто-белый оттенок звезды F-типа. Для того чтобы наша Земля получала примерно столько же тепла от компонента A, сколько она получает от Солнца, её надо поместить на расстоянии 2,104 а.е., то есть на расстояние несколько большее, где сейчас находится Марс (1,52 а.е.). Причём угловые размеры компонента A с этого расстояния выглядели бы практически как наше Солнца с Земли — 0,44°, по сравнению с угловым диаметром нашего Солнца — 0,5°. Звезда имеет поверхностную гравитацию 4,12 СГС или 131,86 м/с2, что почти в два раза ментше, чем на Солнце. Вращаясь с экваториальной скоростью 29,2 км/с (то есть со скоростью практически в 15 раз больше солнечной), этой звезде требуется порядка 3 дней, чтобы совершить полный оборот, что, видимо, вызывает значительную магнитную активность.
Звезды, имеющие планеты, имеют тенденцию иметь большую металличность по сравнению с Солнцем, и Тета Волопаса A имеет чуть большую металличность: содержание железа в ней относительно водорода составляет 105 % от солнечного.

### Компонент B
У красного карлика неизвестна масса, зато известны радиус, который равен 0.57 радиуса Солнца и светимость, которая составляет 0,045 % от солнечной. Звезда излучает энергию со своей внешней атмосферы при эффективной температуре около 3 548 К, что придаёт ей красноватый оттенок звезды M-типа. Для того чтобы наша Земля получала примерно столько же тепла как от Солнца её надо поместить на расстоянии 0,0681 а.е., то есть почти в 6 раз ближе Меркурия. Причём с этого расстояния компонент Тета Волопаса B выглядел бы в 8 раз больше нашего Солнца — 4,46° по сравнению с угловым размером нашего Солнца — 0,5°. Металличность Тета Волопаса B равна 70 % от солнечной.

## Двойственность звезды
Двойственность Тета Волопаса была открыта в 1854 году Струве, О. В. и звезда вошла в каталоги как STT 580 . Согласно Вашингтонскому каталогу визуально-двойных звёзд, параметры этих компонентов приведены в таблице. Согласно Вашингтонскому каталогу визуально-двойных звёзд, параметры этих компонентов приведены в таблице:
| Компонент | Год  | Количество измерений | Позиционный угол | Угловое расстояние | Видимая звёздная величина 1 компонента | Видимая звёздная величина 2 компонента |
| —         | 1854 | 20                   | 182°             | 69.3"              | 4.05m                                  | 11.1m                                  |
| —         | 2015 | 20                   | 182°             | 69.7"              | 4.05m                                  | 11.1m                                  |

Тета Волопаса сопровождается слабым звёздным спутником, находящимся на расстоянии 69.7". Хотя орбитальное движение не обнаружено, две звезды движутся на дальнем звёздном фоне и имеют одинаковые характеристики движения, поэтому они почти наверняка гравитационно связаны.

## Ближайшее окружение звезды
Следующие звёздные системы находятся на расстоянии в пределах 20 световых лет от системы Тета Волопаса (включены только: самая близкая звезда, самые яркие (<6,5m) и примечательные звёзды). Их спектральные классы приведены на фоне цвета этих классов (эти цвета взяты из названий спектральных типов и не соответствуют наблюдаемым цветам звёзд):
| Звезда         | Спектральный класс | Расстояние, св. лет |
| Глизе 556      | K3 V               | 3.97                |
| 44 Волопаса    | F9 V               | 8.29                |
| Хи Геркулеса   | F9 V               | 15.64               |
| HR 5256        | K3 V               | 16.21               |
| Сигма Волопаса | F2 V               | 19.05               |
| 19 Дракона     | F6 V               | 19.53               |